# New York State League
La New York State League è una lega minore indipendente del baseball USA.
Non affiliata alla Major League Baseball, opera nello stato di New York e ha iniziato la sua attività il 3 luglio 2007. Vi hanno partecipato quattro squadre e tutte le partite si sono disputate al Murnane Field di Utica.
La New York State League è esistita in modo che giocatori della Major o Minor League avessero un'altra opportunità di giocare ad alto livello. Sebbene il livello della New York State League fosse classificato come A, i giocatori nelle leghe indipendenti generalmente non sono osservati molto dai team della MLB.
I campioni 2007 sono stati i Rome Coppers.
Il 19 luglio 2007 è stato annunciato che la lega avrebbe terminato le operazioni a Utica a causa della carenza di pubblico. La NYSL ha annunciato il 27 luglio che giocherà la stagione 2008 a New York City http://www.uticaod.com/apps/pbcs.dll/article?AID=/20070719/NEWS/70719024.

## Squadre stagione 2007
| New York State League |                         |               |
| Team                  | Città                   | Stadio        |
| Herkimer Trailbusters | Herkimer, New York, USA | Murnane Field |
| Oneida Barge Bucs     | Oneida, New York, USA   | Murnane Field |
| Rome Coppers          | Rome, New York, USA     | Murnane Field |
| Utica Brewmasters     | Utica, New York, USA    | Murnane Field |